# Hult International Business School
Hult International Business School (también conocida como Hult Business School o Hult) es una escuela de negocios privada con campus en Londres, San Francisco, Dubái, Shanghái, Nueva York y Cambridge, Massachusetts, Estados Unidos. Hult lleva el nombre del benefactor de la escuela, Bertil Hult, y está afiliado al grupo EF Education First.
Hult ofrece programas de pregrado, maestría y MBA, así como educación ejecutiva a través de Hult Ashridge, ubicado en el campus de Ashridge Estate.
Hult es el sucesor de la Arthur D. Little School of Management, fundada en 1964 en Cambridge, Massachusetts y de la Ashridge Business School, fundada en 1959 en Ashridge, Inglaterra.
La escuela patrocina el Hult Prize, un concurso de estudiantes emprendedores.

## Historia

### Antecedentes americanos
La Arthur D. Little School of Management fue fundada en 1964 por Arthur Dehon Little en Cambridge, Massachusetts, Estados Unidos.Originalmente desarrollada como un programa de educación en gestión ejecutiva, la escuela comenzó a otorgar títulos después de recibir la acreditación completa de la New England Association of Schools and Colleges en 1976.En 1996, Arthur D. Little School of Management se asoció con Boston College Carroll School of Management para compartir el acceso a los profesores y las instalaciones.

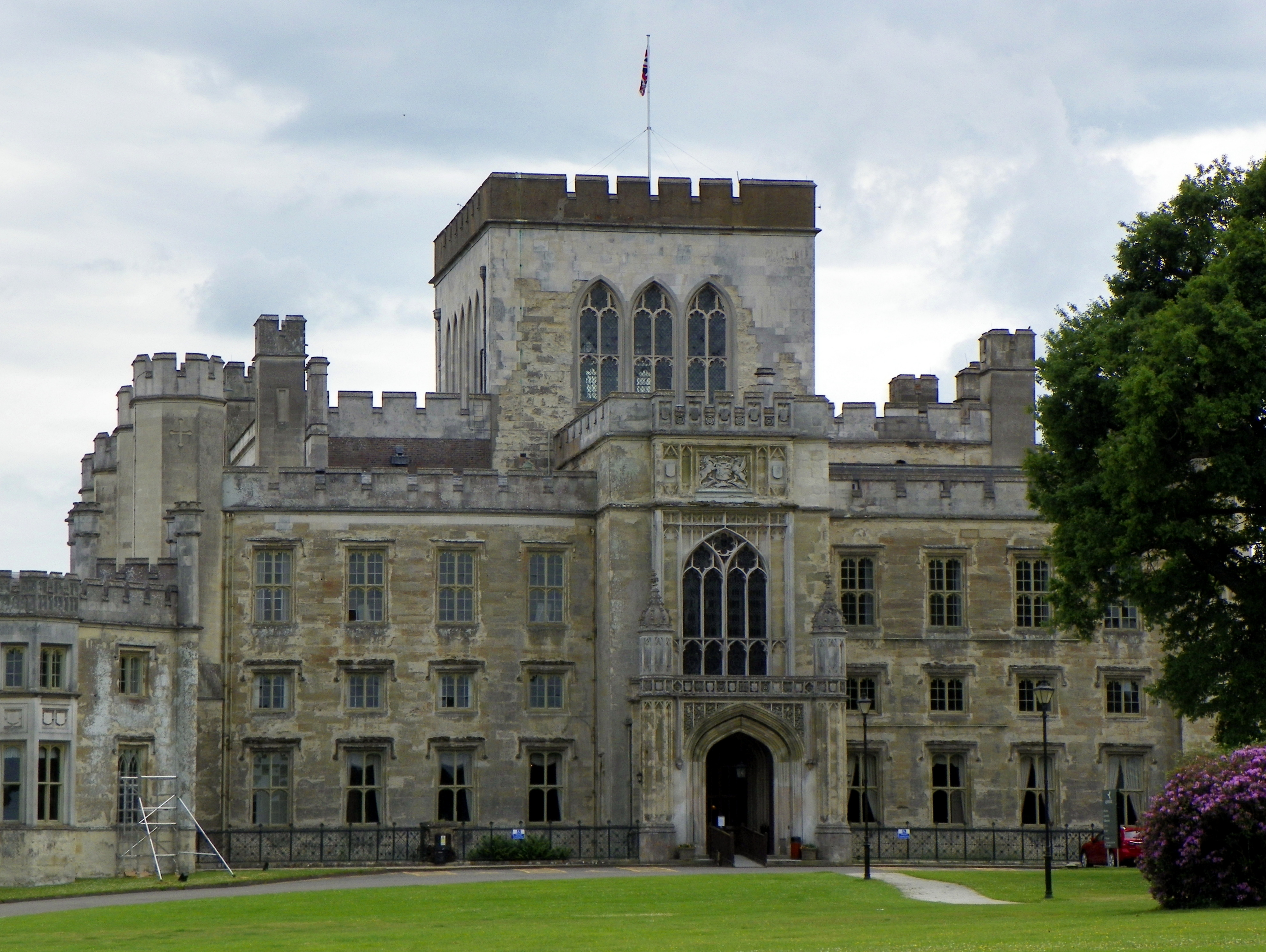
El programa de educación ejecutiva de Hult Ashridge, ubicado en Ashridge House, se ubicó entre los 10 mejores programas del Reino Unido en 2014

### Antecedentes británicos
En 1929, Ashridge se estableció formalmente como la College of Citizenship con el respaldo del Partido Conservador. En 1959, la universidad se restableció como escuela de administración con el nombre de Ashridge Business School.

### Historia contemporánea

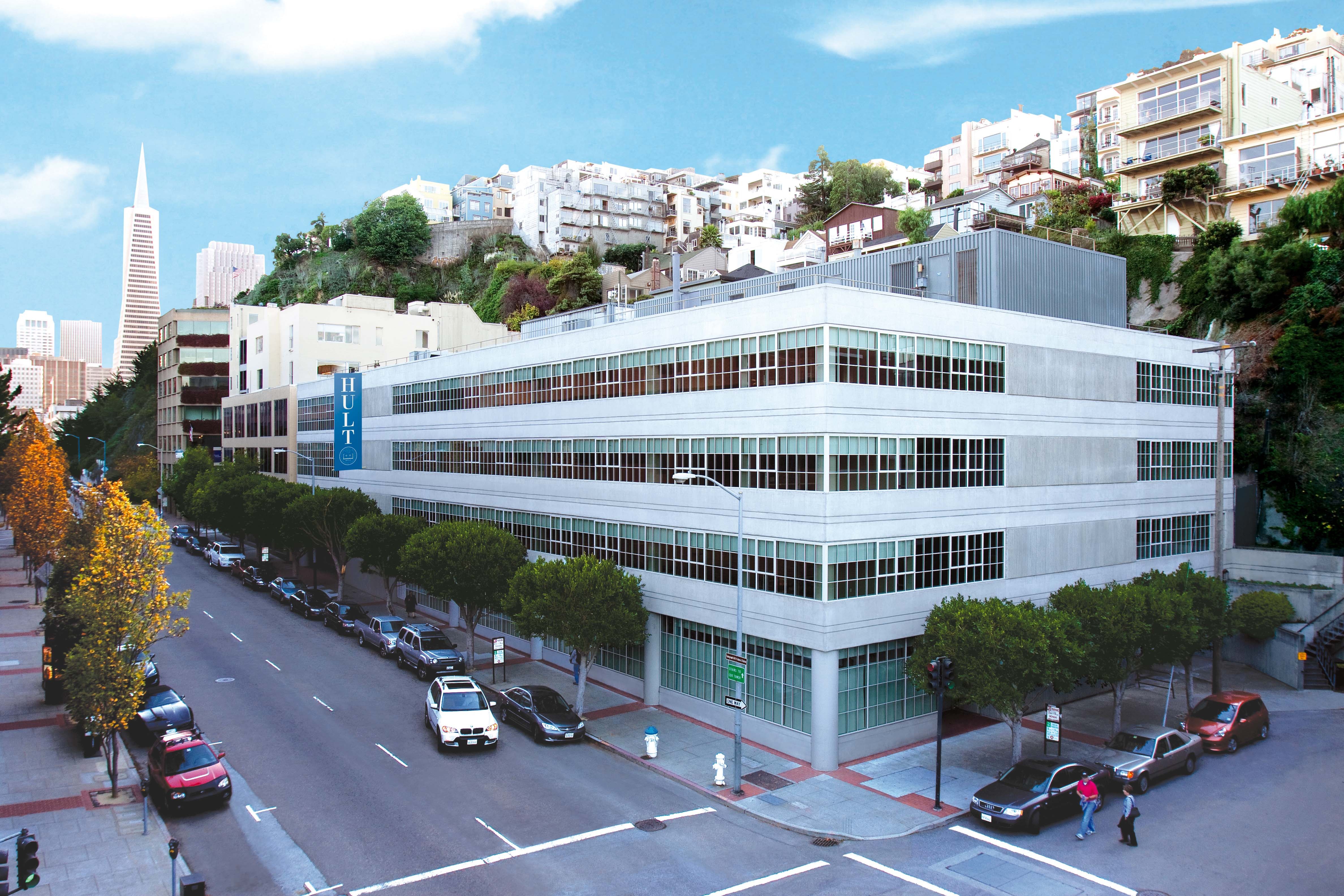
El campus de Hult en San Francisco está ubicado en el vecindario de North Beach, junto a Telegraph Hill

En 2002, Arthur D. Little se declaró en quiebra y la rama educativa con fines de lucro del Washington Post, Kaplan Education, inició la compra de Arthur D. Little School of Management (que luego había cambiado su nombre por el de Concord School of Management).
Pero posteriormente decidió contra el plan. En ese momento, la escuela tenía 26 estudiantes. El mismo año, el multimillonario sueco Bertil Hult compró la Arthur D. Little School of Management, lo que resultó en la reorganización y restablecimiento de la escuela como Hult International Business School en 2003.
En el marco de su reestructuración, Hult estableció un nuevo plan de estudios orientado a los negocios internacionales, lo que llevó al establecimiento de campus globales de Hult en Dubái (2008), San Francisco (2010), Shanghái (2011) y Nueva York (2014).
En 2007, Hult adquirió la Huron University en Londres, una universidad privada estadounidense ubicada en el barrio londinense de Bloomsbury, que posteriormente se restableció como el campus de Londres de Hult International Business School.
En 2014, Hult International Business School adquirió y se fusionó con Ashridge Business School, creando una de las escuelas de negocios más grandes del mundo. Después de 2015, las dos escuelas comenzaron a operar como una entidad singular, con el establecimiento de Ashridge Executive Education como programa ejecutivo de Hult.
Hult abrió su campus universitario en Londres, cerca del centro financiero de la City de Londres, en 2014.
La Economist Intelligence Unit, con el apoyo de Hult International Business School, lanzó el Premio al Profesor de Negocios del Año en 2012.
En 2014, Hult se había convertido en la escuela de negocios de posgrado más grande del mundo por matrícula.

## Campus

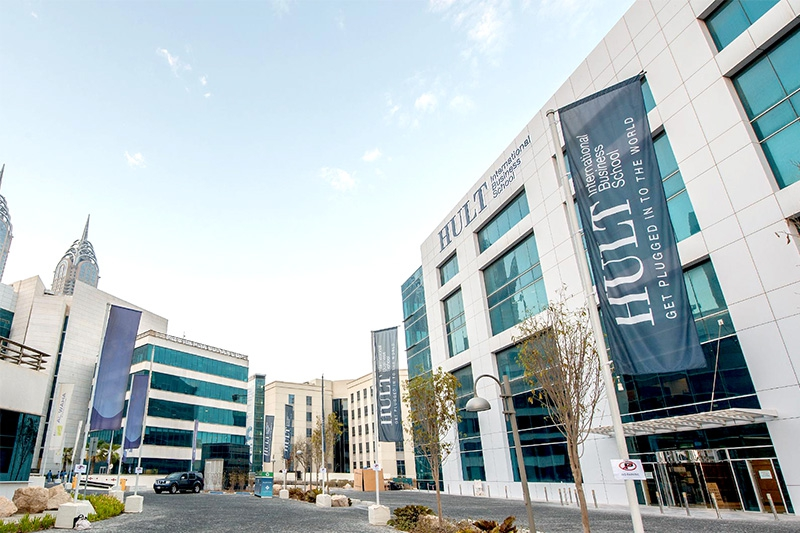
Campus de Hult en Dubái

Hult mantiene 7 campus en 3 países y atiende a aproximadamente 3000 estudiantes: dos campus de pregrado y posgrado (Londres y Boston), tres campus de posgrado que sirven como campus rotativos de verano (San Francisco, Shanghái y Dubái) y uno únicamente de posgrado (Nueva York), y un campus de educación ejecutiva (Ashridge Estate en Hertfordshire, Reino Unido). Se anima a los estudiantes a rotar entre campus durante sus programas.
El campus universitario de Hult London, construido por la firma británica Sergison Bates Architects, ganó el Premio Nacional del Royal Institute of British Architects en 2015.

## Académico

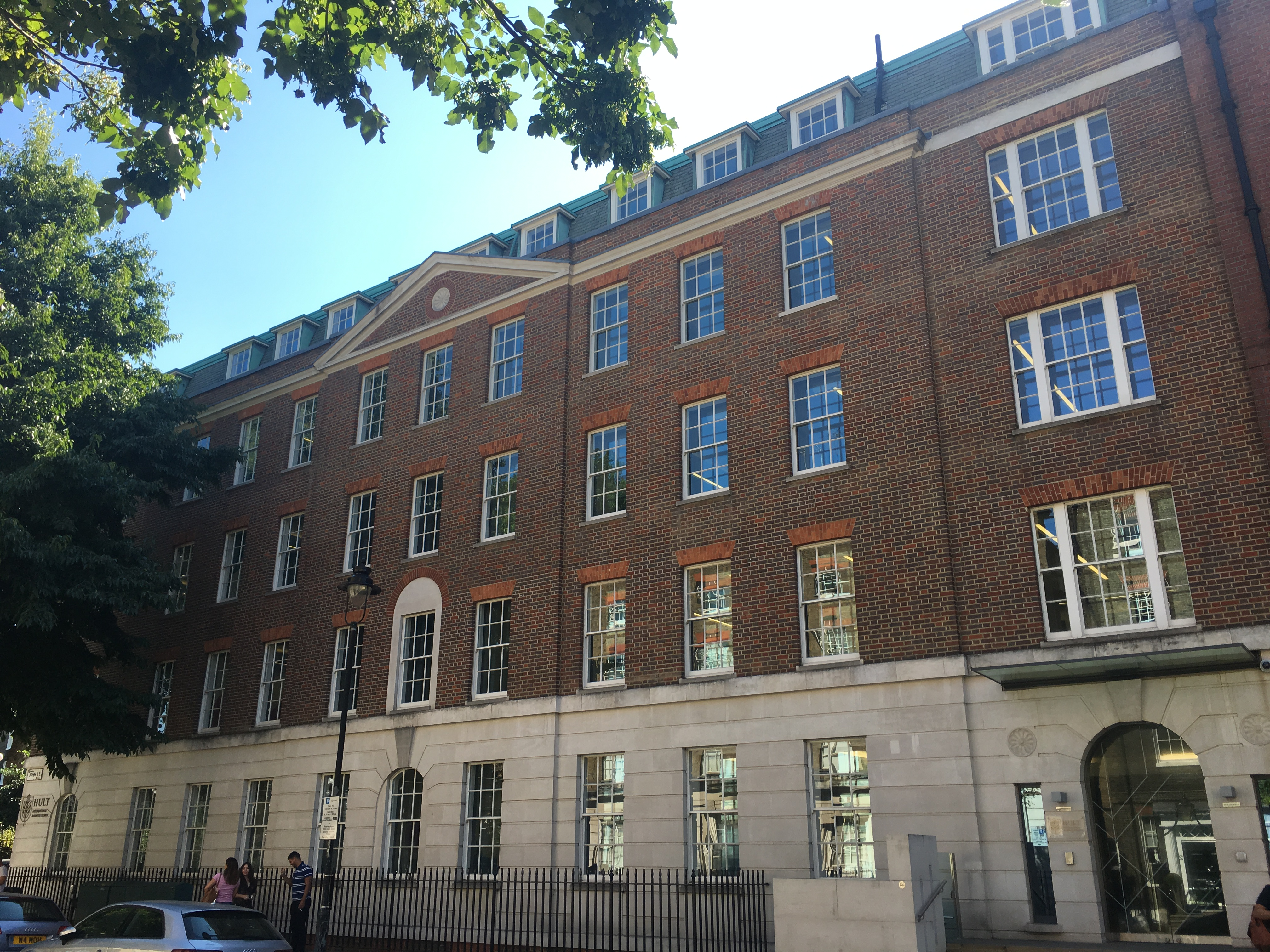
El campus de posgrado de Hult en Londres está ubicado en el distrito Bloomsbury

Hult realiza investigaciones comerciales y de mercado desde sus centros de investigación globales.
Hult International Business School tiene una tasa de aceptación del 28%.Tiene más de 19,000 alumnos en más de 156 países.
La Carnegie Classification of Institutions of Higher Education clasifica a Hult como una Institución más selectiva.

### Rankings
El programa Master of International Business de Hult ocupó el puesto 17 en el ranking de programas de Maestría en Gestión de The Economist en todo el mundo en 2019.
En 2020, Ashridge Executive Education de Hult ocupó el puesto 16 en la lista de las 50 mejores escuelas de educación ejecutiva de Financial Times.
En 2022, el Executive MBA de Hult se ubicó entre los 100 mejores del mundo en el QS International Trade Rankings. En el año 2024, el MBA Online logró posicionarse entre los 20 mejores del mundo y en el lugar 10 de Norteamérica en el QS World University Rankings.
Ese mismo año, en el Financial Times Ranking, el Master en Finanzas y el Master en Gestión quedaron entre los 50 mejores en cada categoría, el Executive MBA se ubicó entre los 70 mejores del mundo, y el MBA Global se ubicó en entre los 100 mejores del mundo.

### EY Tech MBA by Hult
El 1 de julio de 2020, Hult y Ernst & Young (EY) anunciaron el EY Tech MBA by Hult, que consiste en aprendizaje en línea, experiencias prácticas, artículos informativos y un proyecto final. EY ofrece ahora este MBA de forma gratuita a todo su personal, independientemente de su rango o ubicación, y se puede realizar durante cualquier duración.  El plan de estudios se actualiza cada cuatro meses.

## Hult Prize

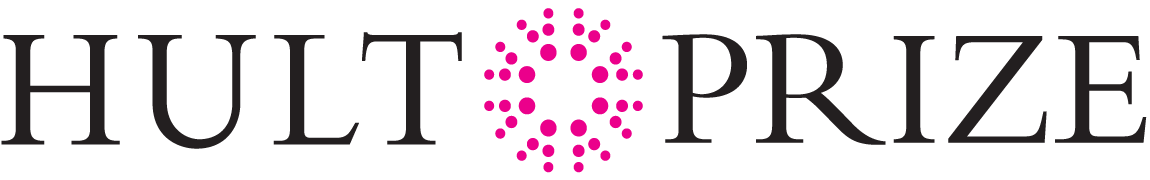
El Hult Prize se organiza en cooperación con la United Nations Foundation y la Clinton Initiative

Hult International Business School es el patrocinador principal del  Hult Prize (anteriormente Hult Global Case Challenge), una competencia internacional anual de casos lanzada en 2010 que pide a los estudiantes que encuentren soluciones a los desafíos sociales globales. El premio es una asociación entre Hult International Business School, la Clinton Global Initiative y la United Nations Foundation.
Los mejores equipos de cada evento regional avanzan a una final global, en la que se elige un único equipo ganador. Bertil Hult proporciona una subvención en efectivo de $1 millón de USD para ayudar a financiar la solución ganadora.